# 7 goda vanor
De 7 goda vanorna (engelska 7 Habits of Highly Effective People) är en bok skriven 1989 av den amerikanske författaren Stephen R. Covey.
I denna bok utvecklar författaren sin tes, att det finns sju grundläggande och tidlösa principer som all mänsklig verksamhet och alla kontakter mellan människor ytterst vilar på. Dessa så kallade "7 goda vanor" är: 
- 1. Var proaktiv
- 2. Börja med målet i sikte
- 3. Gör det viktigaste först
- 4. Tänk vinna/vinna
- 5. Försök först att förstå, sedan att bli förstådd
- 6. Skapa synergi
- 7. Vässa sågen [1]

Dessa vanor bör enligt författaren läras in och realiseras i just den sekvens enligt vilken de är givna ovan. Varje vana bygger på de föregående vanorna, och är själv en förutsättning för att kunna agera i enligt med den därpå följande vanan.
De första 3 vanorna är intrapersonella vanor, de rör endast individen själv. Dessa kallas av författaren för karaktärsvanor. Vanorna 4-6 är interpersonella vanor, vanor som rör individens interaktion med andra människor. Dessa vanor kallas personlighetsvanor. Att redan ha lärt sig och bemästrat de första tre vanorna, karaktärsvanorna, är en förutsättning för att kunna realisera de tre följande vanorna, personlighetsvanorna. Att ha uppnått en grundläggande säkerhet och mognad inom sig själv, är således en förutsättning för att kunna gå vidare till mellanmänskliga kontakter och att utvecklas även i dessa. 
Den första vanan, var proaktiv, definieras som utvecklad impulskontroll byggd på fantasi/föreställningsförmåga, en fri vilja, värderingar/värdegrund och samvete/rättsuppfattning. En människa är inte, enligt den första vanan, tvungen att reaktivt fortplanta de impulser hon utsätts för från sin inre och/eller yttre kontext utan har en inbyggd en förmåga att välja sina reaktioner. Denna förmåga att välja alternativa reaktionsmönster till den spontana/reflexmässiga reaktionen är något som kan utvecklas av individen enligt Covey, som har här hämtat inspiration från den judiske psykiatrikern Viktor Frankl (1905–1997) och dennes egna erfarenheter från tyska koncentrationsläger under andra världskriget (1939–1945) som dokumenterats i boken "Ein Psychologe erlebt das Konzentrationslager" (svensk titel: "Livet måste ha en mening") utgiven 1945.
Den högsta nivån i de mellanmänskliga kontakterna nås, då man finner synergieffekter i sina kontakter med andra människor. Detta innebär att resultatet av samarbetet mellan två eller flera individer blir större eller bättre, än vad som varit möjligt om de istället arbetat en och en. Summan av det mellanmänskliga samarbetet, blir alltså större än de enskilda delarna. 
Den sjunde vanan, att ständigt förbättra sig själv, innebär att man fortlöpande, parallellt med sina dagliga aktiviteter, sätter av tid för att förstärka och åter implementera, de första 6 vanorna i sitt liv. Den sjunde vanan blir på så vis en förutsättning för sex första vanorna; endast genom att följa denna vana, kan vi försäkra oss om att vi agerar i enlighet med de andra.

## Utgåvor
- 1990 – Covey, Stephen R (på engelska). The seven habits of highly effective people: restoring the character ethic. New York: Simon & Schuster. Libris 5107917. ISBN 0-671-70863-5
  - 1990 – Covey, Stephen R.. Att leva och verka till 100%. Översättning: Svante Hansson. Stockholm: Svenska dagbladet. Libris 8376472. ISBN 9177382331
  - 2015 – Covey, Stephen R.. De 7 goda vanorna: grunden för personlig utveckling och hållbart ledarskap (2. utg., 1. uppl.). Stockholm: Lava. Libris 17864173. ISBN 9789187769399